# Inês Drummond
Inês de Drummond Ludovice Mendes Gomes (Lisboa, São Sebastião da Pedreira, 31 de Maio de 1974) é uma política portuguesa.

## Biografia
É filha de José Armando Mendes Gomes (15 de Novembro de 1951), Licenciado em Medicina pela Faculdade de Medicina da Universidade de Lisboa (1966-1976), Médico Estomatologista, Médico de Medicina Geral e Familiar na Unidade de Saúde Familiar (USF) Descobertas e Coordenador do Agrupamento de Centros de Saúde (ACS) de Lisboa Ocidental e Oeiras da Associação Regional de Saúde (ARS) de Lisboa e Vale do Tejo, e de sua mulher Ana Madalena Peres de Drummond Ludovice (Lisboa, 25 de Março de 1955), Doutorada em Biologia/Genética pela Faculdade de Ciências da Universidade de Lisboa a 12 de Fevereiro de 1993, Professora Auxiliar Convidada da Faculdade de Ciências e Tecnologia da Universidade Nova de Lisboa. Tem uma irmã, Filipa de Drummond Ludovice Mendes Gomes (Lisboa, São Sebastião da Pedreira, 1975), Consultora.
É Licenciada em Relações e Negócios Internacionais (International Relations and Affairs) pela Faculdade de Ciências da Economia e da Empresa da Universidade Lusíada de Lisboa (1992-1996) e Mestre em Economia Internacional (International Economics) - Desenvolvimento e Cooperação Internacional pelo Instituto Superior de Economia e Gestão da Universidade de Lisboa.
Comissária de bordo e assistente de bordo de profissão, é Quadro da TAP desde 1997 e foi Responsável de Conta de Comércio e Negócios no BPI em Lisboa entre 1998 e 1999. Foi Vice-Presidente do Sindicato Nacional do Pessoal de Voo da Aviação Civil (SNPVAC) entre 2004 e 2009 e é Membro do Secretariado Nacional, do Conselho Geral e do Secretariado da Tendência Sindical Socialista da UGT. Pertence à Sociedade de Consultoria ITW Consulting L.da de Lisboa, com 33% de participação social.
Pertence também ao Conselho de Fundadores da Fundação Res Publica, política, de Lisboa, desde 8 de Setembro de 2008.
Foi Presidente da Junta de Freguesia de Benfica, em Lisboa, em regime de permanência e remunerada, entre 9 de Novembro de 2009 e 1 de Dezembro de 2012, e em regime de não permanência e não remunerada entre 2 de Dezembro de 2012 e 31 de Janeiro de 2020, e Deputada Municipal à Assembleia Municipal de Lisboa por inerência não remunerada entre 9 de Novembro de 2009 e 31 de Janeiro de 2020, eleita pelo Partido Socialista (PS).
Foi Deputada à Assembleia da República na XII Legislatura da Terceira República Portuguesa, eleita pelo Círculo Eleitoral de Lisboa, pelo PS, em 2012, em regime de substituição e estatuto de efetivo-temporário, onde pertenceu às Comissões Parlamentares de Defesa Nacional e de Saúde. É Membro da Comissão Política Nacional e da Comissão Nacional do PS, de Secretariado do PS Lisboa, Coordenadora da Secção Benfica, Carnide e São Domingos de Benfica do PS e Membro do Secretariado da Secção da TAP do PS.
Foi Assessora no Gabinete do Presidente da Câmara Municipal de Lisboa, Fernando Medina, entre 4 de Fevereiro de 2020 e 18 de Outubro de 2021.
Foi Vereadora sem Pelouro da Câmara Municipal de Lisboa, eleita pela Coligação Mais Lisboa (PS/L/Movimento Cidadãos por Lisboa), para o mandato 2021-2025, tendo tomado posse a 18 de Outubro de 2021, com delegação e subdelegação de competências a 4 de Novembro de 2021, e renunciado ao mandato a 5 de Fevereiro de 2025, sendo preenchida a vaga ocorrida pela sua renúncia ao mandato de Vereadora por Pedro Cegonho, por ter sido acusada de quatro crimes de prevaricação no Caso Tutti Frutti.
Vive em união de facto.